# Eueides zorcaon
Eueides zorcaon är en fjärilsart som beskrevs av Tryon Reakirt 1866. Eueides zorcaon ingår i släktet Eueides och familjen praktfjärilar. Inga underarter finns listade i Catalogue of Life.